# Galleria nazionale dei Selachoidei
La galleria nazionale dei Selachoidei (nota anche con l'acronimo GNS), era un museo scientifico allestito nella città di Avellino, riguardante l'ittiologia, più propriamente dedicato ai Pesci cartilaginei o Chondrichthyes.
La galleria è stata chiusa nel 2010 e i suoi reperti consegnati all'Associazione Europea dei Musei Scientifici e Naturalistici.

## Informazioni essenziali

### Dati storici
La GNS era stata progettata nel 2000. Dopo l'interessante mostra, allestita presso il Museo Zoologico degli Invertebrati di Avellino "A contatto con gli squali" nel 2004, si è accelerata l'apertura al pubblico della Galleria, che avvenne nel gennaio 2005. La galleria fu chiusa nel 2010 ed i reperti consegnati all'Associazione Europea dei Musei Scientifici e Naturalistici.

## Esposizioni
La GNS era dedicata al mondo degli squali e dei loro parenti più prossimi (Chimere e Batoidea), la maggioranza dei reperti esposti erano appartenenti all'ordine dei Selachoidei.
Esponeva al pubblico reperti (squali imbalsamati, mascelle, denti, campioni anatomici, etc.) di specie appartenenti agli otto sottordini viventi, con circa 100 specie di squali fra mediterranee e tropicali.
Fu aggiunta una piccola collezione di Holocephali o Chimere, che fra i reperti del Mediterraneo possiede un esemplare femmina pescato a Manfredonia (FG) il 14 maggio 2009, si tratta di uno dei pochi esemplari provenienti dal Mar Adriatico riaccolti o avvistati.

## Collezioni
- Fra le collezioni meritano particolare menzione quella dedicata agli "Squali d'Italia" con esemplari provenienti da Imperia, Marsala (TP), Manfredonia (FG), Pozzuoli (NA), Salerno, Torre del Greco (NA), Jesolo (VE).

- Una collezione significativa è quella degli squali sega della famiglia Pristiophoridae, unica in Italia. Questi squali sono riconoscibili per la sega fornita di due baffi, da non confondere con i pesci sega che appartengono all'ordine Rajiformes e alla famiglia Pristidae.

- Una collezione particolare è quella degli "Squali del Giappone" con reperti provenienti dall'Isola di Okinawa, Kochi, Kagoshima.

## Servizi

### Didattica
Per le scuole e i gruppi di persone la galleria realizzava appositi percorsi didattici.

### Diversabilità
Per le persone con disabilità c'era la possibilità di fare visite guidate tattili con reperti originali.

### Attività
La Biblioteca aveva relazioni di carattere scientifico ed informativo con istituzioni, nazionali ed internazionali, ad essa affini. Inoltre, promuoveva ed organizzava rapporti di scambio culturale con altri enti e favoriva tutte le attività utili allo studio e alla ricerca per i propri utenti (in particolar modo per gli studenti ed i ricercatori).